# Michał Frencel

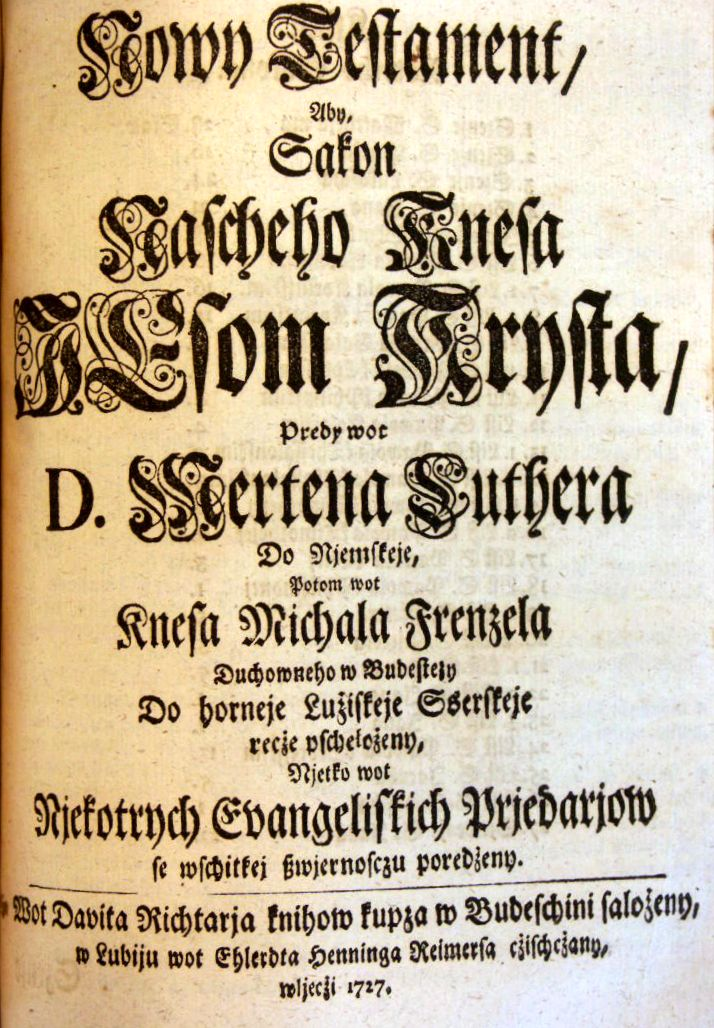
Titelblatt der von Frencel übersetzten Ausgabe des Neuen Testaments

Michał Frencel (deutsch Michael Frenzel, manchmal auch Frentzel; * 2. Februar 1628 in Pietzschwitz (Oberlausitz); † 29. Juni 1706 in Großpostwitz) war ein lutherischer Pfarrer. Er übersetzte das Neue Testament ins Sorbische. Er gilt als einer der Schöpfer der obersorbischen Schriftsprache in ihrer evangelischen Version.

## Leben
Frencel war der Sohn eines domstiftlichen Verwalters und Dorfrichters in Pietzschwitz bei Göda. Sein Großvater väterlicherseits Jakub Frencel war Ende des 16. Jahrhunderts als Exulant aus Böhmen in die Lausitz gekommen. Michał Frencel besuchte das Gymnasium in Bautzen und die Fürstenschule bei St. Afra in Meißen. Von 1649 bis 1651 studierte er an der Universität Leipzig Theologie. Von 1651 bis 1662 war er Pfarrer in Kosel und von 1662 bis zu seinem Tod Pfarrer in Großpostwitz bei Bautzen. Als Geistlicher engagierte er sich nicht nur für das Seelenheil und eine bessere Bildung der sorbischen Bauern, sondern suchte sie auch gegen die Willkür des Oberlausitzer Adels in Schutz zu nehmen. Im Laufe des 17. Jahrhunderts verschlechterte sich die soziale Lage der Bauern in der Oberlausitz zunehmend, da die politisch autonomen Stände sie erfolgreich in die Erbuntertänigkeit (so genannte zweite Leibeigenschaft) zwingen konnten. Frencel rief seine sorbischen Mitbrüder im Pfarramt 1660 auf, gemeinsam für ein menschenwürdiges Dasein der sorbischen Untertanen zu streiten. Damit machte er sich bei den Ständen unbeliebt, die dann seine Tätigkeit als Übersetzer der Bibel zu hintertreiben suchten, indem sie Frencels Manuskripte konfiszieren ließen und den Druck des Neuen Testaments auf Sorbisch verboten. Michał Frencel klagte gegen diese Maßnahmen erfolgreich beim sächsischen Kurfürsten in Dresden; dieser befahl den Ständen die Herausgabe der Manuskripte und erteilte die landesherrliche Druckerlaubnis.
Als 1697 Zar Peter der Große durch die Oberlausitz reiste, übergab Frencel ihm seine Bibelübersetzung und weitere Werke mit Widmung in sorbischer und lateinischer Sprache. In einem Brief an den Zaren verwies Frencel auf die Verwandtschaft der Sorben mit der russischen Nation und anderen slawischen Völkern. Diese frühe sorbische Äußerung zur sprachlichen Verwandtschaft aller slawischen Völker ist besonders bemerkenswert, weil dieses Bewusstsein bei den gebildeten Sorben erst 100 Jahre später Allgemeingut wurde und die kulturelle Entwicklung des kleinen Volkes dann im 19. Jahrhundert nachhaltig prägen sollte.
Einen schweren Rückschlag für Frencels Arbeit als Übersetzer bedeutete der Brand seines Pfarrhauses im Jahr 1701, bei dem auch alle seine Aufzeichnungen vernichtet wurden.
Nach seinem Tod wurde Frencel an der Außenmauer der Postwitzer Kirche bestattet. Der Grabstein befindet sich heute in der Vorhalle der Kirche.

## Bibelübersetzer

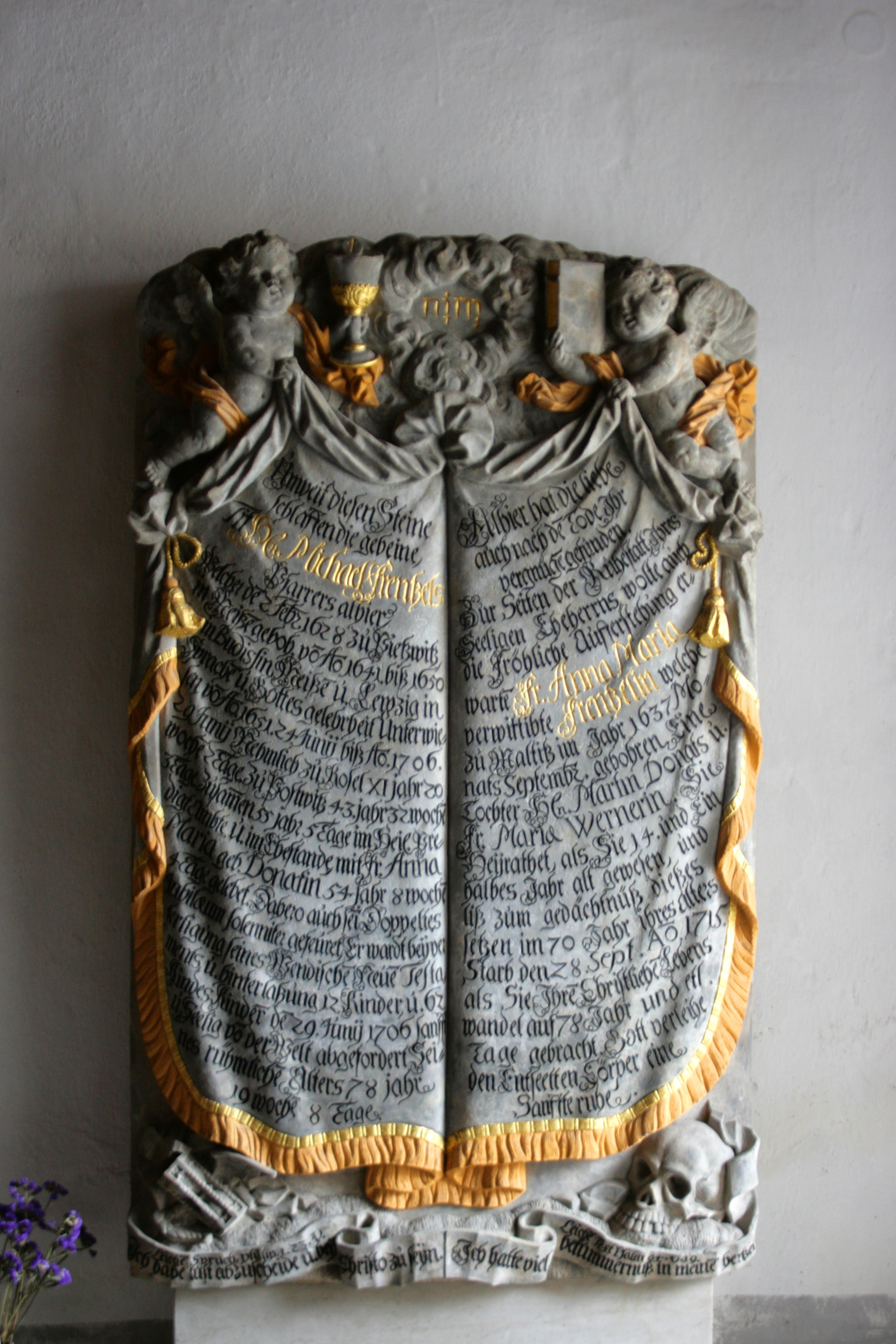
Grabstein in der Großpostwitzer Kirche

Frencel begann mit der Übersetzung des Matthäus- und des Markusevangeliums die Arbeit an seiner sorbischen Bibelübersetzung. Als sprachliche Grundlage benutzte er den Bautzener Dialekt, so wie er in seiner Pfarrei Großpostwitz gesprochen wurde. Die beiden Evangelien erschienen 1670 im Druck. 1693 folgten die Briefe des Paulus an die Römer und die Galater und 1695 die Perikopen vom Leiden, der Auferstehung und Himmelfahrt Christi. Zusammen mit Paul Prätorius und Michael Rätze übersetzte Frencel dann die Psalmen (Druck 1703). Im Jahr 1706 lag endlich das ganze Neue Testament vor, das aber erst nach Frencels Tod gedruckt werden konnte.
Für die Übersetzung hatte er neben dem griechischen Text, der Vulgata und der Lutherbibel auch polnische und tschechische Bibelausgaben als Vorlagen benutzt. Dafür entwickelte er eine Schreibweise des Sorbischen, die sich vor allem am tschechischen Alphabet orientierte und auch polnische Schreibweisen einbezog. Die in der Oberlausitz neuen Buchstaben mit diakritischen Zeichen ließ er selbst gießen, als er den Druck der beiden ersten Evangelien vorbereitete. Obwohl die Stände wieder hemmend eingriffen und die Benutzung des tschechischen Schriftsystems untersagten, sollten sich Frencels Neuerungen auf lange Sicht durchsetzen. Der von ihm entwickelte Zeichensatz wird im Großen und Ganzen heute noch für den Druck in obersorbischer Sprache verwendet.
Michał Frencels Arbeiten hatten großen Anteil daran, dass 1728 die erste Gesamtbibel in obersorbischer Sprache erscheinen konnte. Frencels Sohn Abraham († 1740) führte die Arbeit des Vaters in Bezug auf die sorbische Schriftsprache weiter. Sein Schwiegersohn Johann Böhmer wurde sein Nachfolger im Pfarramt; er brachte 1718 zusammen mit anderen Pfarrern das erste sorbische Gesangbuch heraus.

## Ehrungen
Das ursprünglich Anfang des 20. Jahrhunderts als Turnhalle errichtete und später als Kirchgemeindehaus der Ev.-Luth. Kirchgemeinde Großpostwitz genutzte Gebäude wurde nach seiner Sanierung 2015 in Michael-Frentzel-Haus (obersorbisch Dom Michała Frencela) umbenannt.

## Zitate über die Sorben und ihre Sprache
Uns Wenden ist bei anderen Nationen ein gar schlechter Ruhm, dass wir außer dem Katechismo, den sieben Bußpsalmen und den zwei ersten von mir übersetzten Evangelisten … in unserer oberlausitzer wendischen Sprache nichts haben. Daher auch unsere Wenden sich in ihrem Christentum selber wenig helfen können, weil sie keine wendischen Schriften haben, halten daher auch ihre Kinder fast ungern zur Schule, dannenhero das junge Volk nicht am besten aufwächst, teils, weil ihre Eltern solche nicht in der Zucht und Vermahnung auferziehen, indem sie in vielen Orten wegen fast täglichen Roboten und Hofdienste vom Morgen bis auf den Abend kaum soviel Weile und Zeit haben, dass sie selber für sich können beten.
Man hat nicht Ursache, der wendischen Sprache sich zu schämen; hat doch wohl mancher der wendischen Sprache es zu danken, dass er befördert worden: wenn etliche Herren von Adel nicht wendische Bauern hätten, es stünde gar schlecht um sie. Es ist solche Sprache nicht etwa eine neue und aus vielen Sprachen zusammengeraffte und gestoppelte Sprache, wie etliche in den Linguis und historiis Unbewanderte vermeinen.

## Schriften
- S. Matthaeus und S. Marcus / Wie auch Die drey allgemeinen Haupt-Symbola. Budissin 1670 (Digitalisat).
- Postwitzscher Tauff-Stein oder christliche und einfältige teutsch-wendische Predigt von der heiligen Taufe. Budissin 1688 (Digitalisat).
- Apostolischer Catechismus, Das ist: S. Pauli Epistel an die Römer und an die Galater. Budissin 1693 (Digitalisat).
- Das Gedächtniß der Wunder Gottes. Welches Bey Einweyhung des Anno 1688 aufgerichteten Neuen Altars/ In der Kirchen zu Postwiz/ In einer Predigt betrachtet und der Gemeine Gottes allda vorgetragen worden. Zittau 1697 (Digitalisat).
- Der Psalter Des Königlichen Propheten Davids. Budissin 1703 (Digitalisat).
- Das Neue Testament Unsers Herrn Jesu Christi / in die Oberlausitzsche Wendische Sprache. Zittau 1706 (Digitalisat).